# خانه بیک علی‌ها
خانه بیک علی‌ها مربوط به اواخر دوره قاجار است و در نائین، بخش انارک، شهر انارک، خیابان مکارم، پلاک ۳۵ واقع شده و این اثر در تاریخ ۱۸ آذر ۱۳۸۷ با شمارهٔ ثبت ۲۳۹۲۳ به‌عنوان یکی از آثار ملی ایران به ثبت رسیده است.